# Tabou, Coasta de Fildeș
Tabou este o comună din regiunea Bas-Sassandra, Coasta de Fildeș.